# Liangzhouhu (ort i Kina, Xinjiang Uygur Zizhiqu, lat 44,27, long 86,17)
Liangzhouhu (kinesiska: 凉州户, 凉州户镇) är en ort i Kina. Den ligger i den autonoma regionen Xinjiang, i den nordvästra delen av landet, omkring 120 kilometer nordväst om regionhuvudstaden Ürümqi. Antalet invånare är 6 662. Befolkningen består av 3 171 kvinnor och 3 491 män. Barn under 15 år utgör 16,0 %, vuxna 15-64 år 73 %, och äldre över 65 år 9,0 %.
Runt Liangzhouhu är det glesbefolkat, med 17 invånare per kvadratkilometer. Närmaste större samhälle är Shihezi, 11,4 km väster om Liangzhouhu. Trakten runt Liangzhouhu består i huvudsak av gräsmarker.
Genomsnittlig årsnederbörd är 252 millimeter. Den regnigaste månaden är november, med i genomsnitt 43 mm nederbörd, och den torraste är januari, med 9 mm nederbörd.